# Wupatkiïta
La wupatkiïta és un mineral de la classe dels sulfats, que pertany al grup de l'halotriquita. Rep el seu nom del poble prehistòric de Wupatki que habitava prop de la localitat on va ser descoberta.

## Característiques
La wupatkiïta és un sulfat de fórmula química CoAl₂(SO₄)₄(H₂O)₁₇·5H₂O. Va ser aprovada com a espècie vàlida per l'Associació Mineralògica Internacional l'any 1994. Cristal·litza en el sistema monoclínic. La seva duresa a l'escala de Mohs es troba entre 1,5 i 2.
Segons la classificació de Nickel-Strunz, la wupatkiïta pertany a «07.CB: Sulfats (selenats, etc.) sense anions addicionals, amb H₂O, amb cations de mida mitjana» juntament amb els següents minerals: dwornikita, gunningita, kieserita, poitevinita, szmikita, szomolnokita, cobaltkieserita, sanderita, bonattita, aplowita, boyleïta, ilesita, rozenita, starkeyita, drobecita, cranswickita, calcantita, jôkokuïta, pentahidrita, sideròtil, bianchita, chvaleticeïta, ferrohexahidrita, hexahidrita, moorhouseïta, niquelhexahidrita, retgersita, bieberita, boothita, mal·lardita, melanterita, zincmelanterita, alpersita, epsomita, goslarita, morenosita, alunògen, metaalunògen, aluminocoquimbita, coquimbita, paracoquimbita, romboclasa, kornelita, quenstedtita, lausenita, lishizhenita, römerita, ransomita, apjohnita, bilinita, dietrichita, halotriquita, pickeringita, redingtonita i meridianiïta.

## Formació i jaciments
Va ser descoberta a la localitat de Cameron, al districte homònim del comtat de Coconino, a Arizona (Estats Units). També ha estat descrita a la localitat de Cloncurry, a Queensland (Austràlia); a Sia (Xipre); a l'óblast d'Orenburg, a Rússia; i una altra localitat d'Arizona, concretament a l'àrea de Gray Mountain.